# Leucauge semiventris
Leucauge semiventris är en spindelart som beskrevs av Embrik Strand 1908. Leucauge semiventris ingår i släktet Leucauge och familjen käkspindlar.
Artens utbredningsområde är Colombia. Inga underarter finns listade i Catalogue of Life.